# Конкамаризе
Конкамаризе (італ. Concamarise, вен. Concamarixe) — муніципалітет в Італії, у регіоні Венето, провінція Верона.
Конкамаризе розташоване на відстані близько 390 км на північ від Рима, 100 км на захід від Венеції, 29 км на південь від Верони.
Населення — 1082 особи (2014).
Щорічний фестиваль відбувається 10 серпня. Покровитель — святий мученик Лаврентій.

## Демографія
Населення за роками:

Станом на 1 січня 2023 року в муніципалітеті офіційно проживали 122 іноземці з 17 країн, серед них 50 громадян країн Євросоюзу та 3 громадяни України.

## Сусідні муніципалітети
- Боволоне
- Череа
- Саліццоле
- Сангуїнетто